# World Series of Poker 2005
Die World Series of Poker 2005 war die 36. Austragung der Poker-Weltmeisterschaft und fand vom 2. Juni und 15. Juli 2005 erstmals im Rio All-Suite Hotel and Casino in Paradise am Las Vegas Strip statt.

## Turniere

### Struktur
Es wurden 45 Events ausgetragen, deren Buy-in zwischen 500 und 10.000 US-Dollar lag. Das Interesse an der WSOP 2005 war so groß wie nie zuvor. Der amerikanische Sportsender ESPN berichtete täglich live mit Analysen und Hintergründen. Es waren Fernsehteams aus 14 Ländern vor Ort. Der Fernsehsender Sport1 zeigte jahrelang Ausschnitte der Turniere.

### Turnierplan

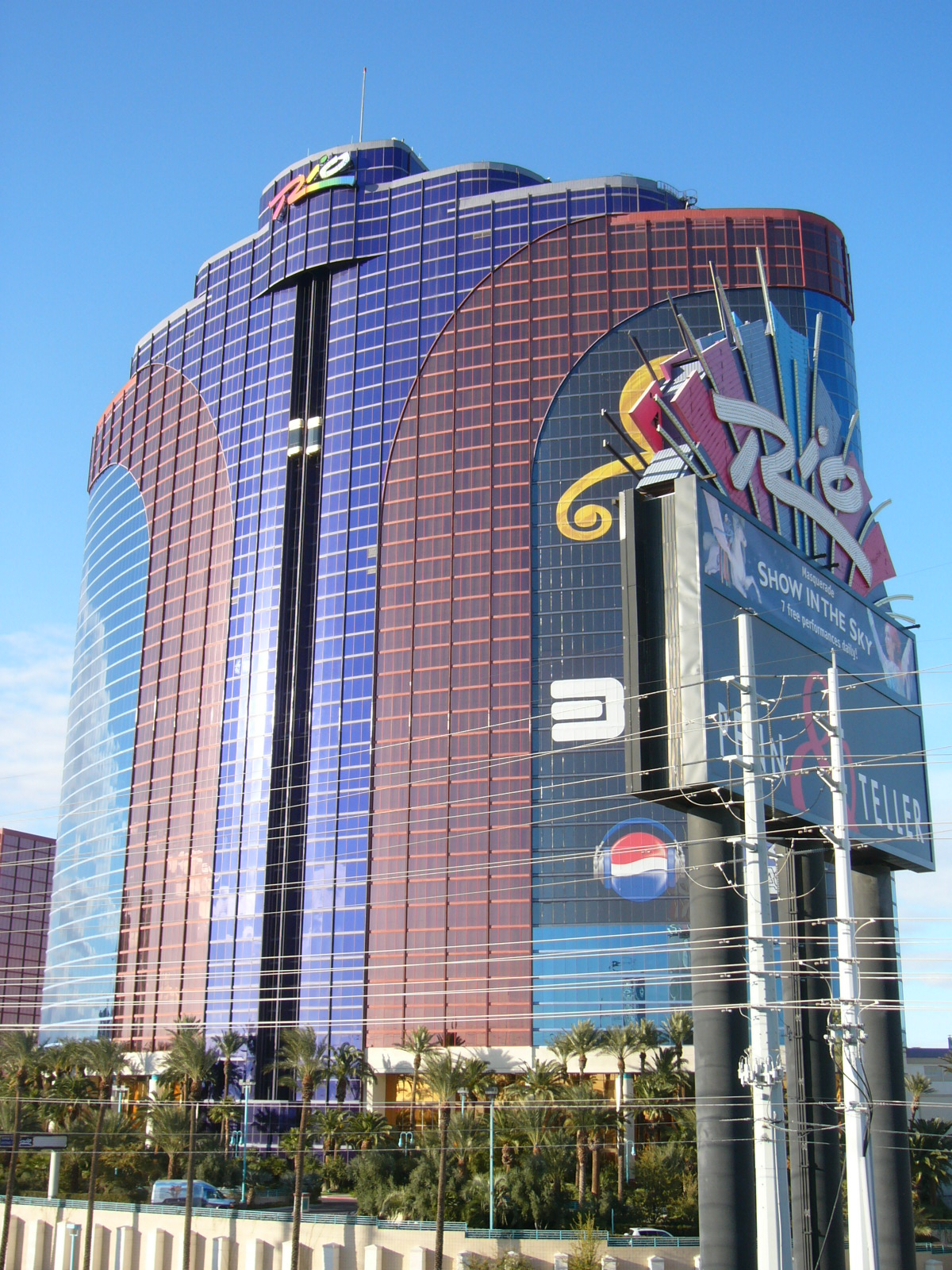
Das Rio All-Suite Hotel and Casino am Las Vegas Strip

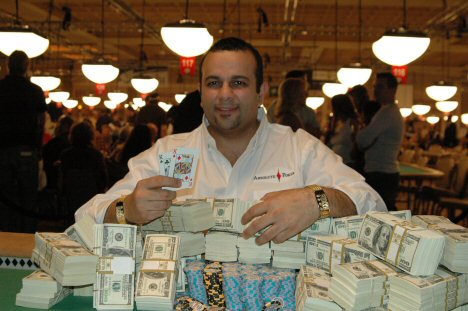
Mark Seif gewann die Turniere #15 und #22

Im Falle eines mehrfachen Braceletgewinners gibt die Zahl hinter dem Spielernamen an, das wievielte Bracelet in diesem Turnier gewonnen wurde.
| #  | Buy-in (in $) | Turnier                                          | Turnierbeginn | Teilnehmer | Sieger               | Herkunft               | Preisgeld (in $) |
| -- | ------------- | ------------------------------------------------ | ------------- | ---------- | -------------------- | ---------------------- | ---------------- |
| 1  | 00.500        | Casino Employees No Limit Hold’em                | 2. Juni 2005  | 0662       | Andy Nguyen          | Vereinigte Staaten     | 0.083.390        |
| 2  | 01.500        | No Limit Hold’em                                 | 3. Juni 2005  | 2305       | Allen Cunningham (3) | Vereinigte Staaten     | 0.725.405        |
| 3  | 01.500        | Pot Limit Hold’em                                | 4. Juni 2005  | 1071       | Thom Werthmann       | Vereinigte Staaten     | 0.369.535        |
| 4  | 01.500        | Limit Hold’em                                    | 5. Juni 2005  | 1049       | Eric Froehlich       | Vereinigte Staaten     | 0.361.910        |
| 5  | 01.500        | Omaha Hi-Lo                                      | 6. Juni 2005  | 0699       | Pat Poels            | Vereinigte Staaten     | 0.270.100        |
| 6  | 02.500        | No Limit Hold’em 6-Handed                        | 7. Juni 2005  | 0548       | Isaac Galazan        | Vereinigte Staaten     | 0.315.125        |
| 7  | 01.000        | No Limit Hold’em                                 | 8. Juni 2005  | 0826       | Maciek Gracz         | Vereinigte Staaten     | 0.594.460        |
| 8  | 01.500        | Seven Card Stud                                  | 9. Juni 2005  | 0472       | Cliff Josephy        | Vereinigte Staaten     | 0.192.150        |
| 9  | 02.000        | No Limit Hold’em                                 | 10. Juni 2005 | 1403       | Erik Seidel (7)      | Vereinigte Staaten     | 0.611.795        |
| 10 | 02.000        | Limit Hold’em                                    | 11. Juni 2005 | 0569       | Reza Payvar          | Vereinigte Staaten     | 0.303.610        |
| 11 | 02.000        | Pot Limit Hold’em                                | 12. Juni 2005 | 0540       | Edward Moncada       | Vereinigte Staaten     | 0.298.070        |
| 12 | 02.000        | Pot Limit Omaha                                  | 13. Juni 2005 | 0212       | Josh Arieh (2)       | Vereinigte Staaten     | 0.381.600        |
| 13 | 05.000        | No Limit Hold’em                                 | 14. Juni 2005 | 0466       | T. J. Cloutier (6)   | Vereinigte Staaten     | 0.657.100        |
| 14 | 01.000        | Seven Card Stud Hi-Lo                            | 15. Juni 2005 | 0595       | Steve Hohn           | Vereinigte Staaten     | 0.156.985        |
| 15 | 01.500        | Limit Hold’em Shootout                           | 15. Juni 2005 | 0450       | Mark Seif            | Vereinigte Staaten     | 0.181.330        |
| 16 | 01.500        | No Limit Hold’em Shootout                        | 17. Juni 2005 | 0780       | Anthony Reategui     | Vereinigte Staaten     | 0.269.100        |
| 17 | 02.500        | Limit Hold’em                                    | 18. Juni 2005 | 0373       | Quinn Do             | Vereinigte Staaten     | 0.265.975        |
| 18 | 02.000        | Seven Card Stud Hi-Lo                            | 19. Juni 2005 | 0279       | Denis Ethier         | Vereinigte Staaten     | 0.160.682        |
| 19 | 01.500        | Pot Limit Omaha                                  | 19. Juni 2005 | 0291       | Barry Greenstein (2) | Vereinigte Staaten     | 0.128.505        |
| 20 | 05.000        | Pot Limit Hold’em                                | 20. Juni 2005 | 0239       | Brian Wilson         | Vereinigte Staaten     | 0.370.685        |
| 21 | 02.500        | Omaha Hi-Lo                                      | 21. Juni 2005 | 0359       | Todd Brunson         | Vereinigte Staaten     | 0.255.945        |
| 22 | 01.500        | No Limit Hold’em                                 | 22. Juni 2005 | 2013       | Mark Seif (2)        | Vereinigte Staaten     | 0.611.145        |
| 23 | 05.000        | Seven Card Stud                                  | 23. Juni 2005 | 0192       | Jan Sørensen (2)     | Danemark               | 0.293.275        |
| 24 | 02.500        | No Limit Hold’em                                 | 24. Juni 2005 | 1056       | Farzad Bonyadi (3)   | Vereinigte Staaten     | 0.594.960        |
| 25 | 02.500        | Pot Limit Hold’em                                | 25. Juni 2005 | 0425       | Johnny Chan (10)     | Vereinigte Staaten     | 0.303.025        |
| 26 | 01.000        | Ladies’ No Limit Hold’em                         | 26. Juni 2005 | 0601       | Jennifer Tilly       | Vereinigte Staaten     | 0.158.335        |
| 27 | 05.000        | Pot Limit Omaha                                  | 26. Juni 2005 | 0134       | Phil Ivey (5)        | Vereinigte Staaten     | 0.635.603        |
| 28 | 05.000        | Limit Hold’em                                    | 27. Juni 2005 | 0269       | Dan Schmiech         | Vereinigte Staaten     | 0.404.585        |
| 29 | 02.000        | No Limit Hold’em                                 | 29. Juni 2005 | 1072       | Lawrence Gosney      | Vereinigtes Konigreich | 0.483.195        |
| 30 | 01.500        | Razz                                             | 29. Juni 2005 | 0291       | O’Neil Longson (3)   | Vereinigte Staaten     | 0.125.690        |
| 31 | 05.000        | No Limit Hold’em 6-Handed                        | 29. Juni 2005 | 0301       | Doyle Brunson (10)   | Vereinigte Staaten     | 0.367.800        |
| 32 | 05.000        | Omaha Hi-Lo                                      | 30. Juni 2005 | 0223       | David Chiu (4)       | Vereinigte Staaten     | 0.347.410        |
| 33 | 03.000        | No Limit Hold’em                                 | 1. Juli 2005  | 1010       | Andre Boyer          | Kanada                 | 0.682.810        |
| 34 | 01.000        | Seniors’ No Limit Hold’em                        | 2. Juli 2005  | 0825       | Paul McKinney        | Vereinigte Staaten     | 0.202.725        |
| 35 | 10.000        | Pot Limit Omaha                                  | 2. Juli 2005  | 0165       | Rafi Amit            | Israel                 | 0.511.835        |
| 36 | 03.000        | Limit Hold’em                                    | 3. Juli 2005  | 0406       | Todd Witteles        | Vereinigte Staaten     | 0.347.385        |
| 37 | 01.000        | No Limit Hold’em                                 | 4. Juli 2005  | 0894       | Jiang Chen           | China Volksrepublik    | 0.611.015        |
| 38 | 01.000        | Main Event Satellite                             | 4. Juli 2005  | –          | –                    | –                      | –                |
| 39 | 05.000        | No-Limit 2-7 Draw Lowball                        | 5. Juli 2005  | 0065       | David Grey (2)       | Vereinigte Staaten     | 0.365.135        |
| 40 | 01.000        | Main Event Satellite                             | 5. Juli 2005  | –          | –                    | –                      | –                |
| 41 | 00.000        | Media/Celebrity Charity Event                    | 6. Juli 2005  | 0245       | Randy Boman          | Vereinigte Staaten     | 0.010.000        |
| 42 | 10.000        | No-Limit Hold’em Main Event – World Championship | 7. Juli 2005  | 5619       | Joe Hachem           | Australien             | 7.500.000        |
| 43 | 01.500        | No Limit Hold’em                                 | 13. Juli 2005 | 0758       | Ron Kirk             | Vereinigte Staaten     | 0.321.520        |
| 44 | 01.000        | No Limit Hold’em                                 | 14. Juli 2005 | 0971       | John Pires           | Vereinigte Staaten     | 0.220.935        |
| 45 | 01.000        | No Limit Hold’em                                 | 15. Juli 2005 | 0758       | Willie Tann          | Vereinigtes Konigreich | 0.188.335        |

### Main Event

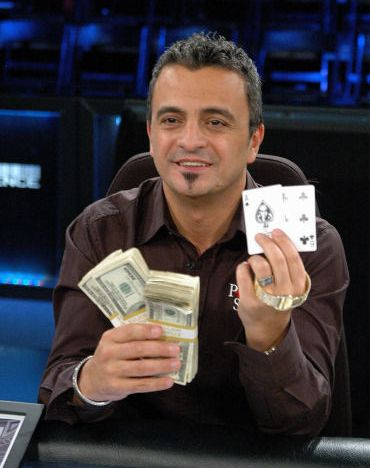
Joe Hachem (2006)

Der Finaltisch wurde am 15. Juli 2005 ausgespielt. In der finalen Hand gewann Hachem mit 7♣ 3♠ gegen Dannenmann mit A♦ 3♣.
| Platz | Herkunft           | Spieler          | Preisgeld (in $) |
| ----- | ------------------ | ---------------- | ---------------- |
| 1     | Australien         | Joe Hachem       | 7.500.000        |
| 2     | Vereinigte Staaten | Steve Dannenmann | 4.250.000        |
| 3     | Vereinigte Staaten | John Barch       | 2.500.000        |
| 4     | Vereinigte Staaten | Aaron Kanter     | 2.000.000        |
| 5     | Irland             | Andy Black       | 1.750.000        |
| 6     | Vereinigte Staaten | Scott Lazar      | 1.500.000        |
| 7     | Schweden           | Daniel Bergsdorf | 1.300.000        |
| 8     | Vereinigte Staaten | Brad Kondracki   | 1.150.000        |
| 9     | Vereinigte Staaten | Mike Matusow     | 1.000.000        |

## Player of the Year

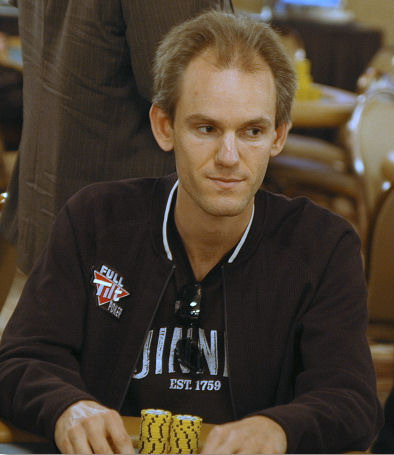
Allen Cunningham (2006)

Die Auszeichnung als Player of the Year erhielt der Spieler, der über alle Turniere hinweg die meisten Punkte sammelte. Von der Wertung waren nicht für alle Spieler zugängliche Turniere ausgenommen. Die Auszeichnung wurde vom Automobilhersteller Toyota gesponsert. Sieger Allen Cunningham gewann ein Bracelet und erreichte drei weitere Finaltische.